# Victoria Skating Rink
La Victoria Skating Rink était une patinoire intérieure située sur la rue Drummond à Montréal au Québec et qui a ouvert ses portes en 1862. La patinoire était alors utilisée au cours des mois d'hiver pour la pratique de hockey sur glace mais également du patinage. Au cours des mois chauds, l'édifice servait pour des concerts ou des expositions. Il s'agit du premier bâtiment du Canada alimenté en électricité.
La patinoire est surtout connue pour ses liens avec le hockey sur glace: le premier match codifié s'y déroule, le 3 mars 1875 et pour la première fois de la publicité pour le match est faite. Le Victoria Rink est utilisé par l'Association de hockey amateur dès 1886, les Victorias de Montréal étant créés en 1883. La patinoire sert également pour la première finale de la Coupe Stanley en 1894.

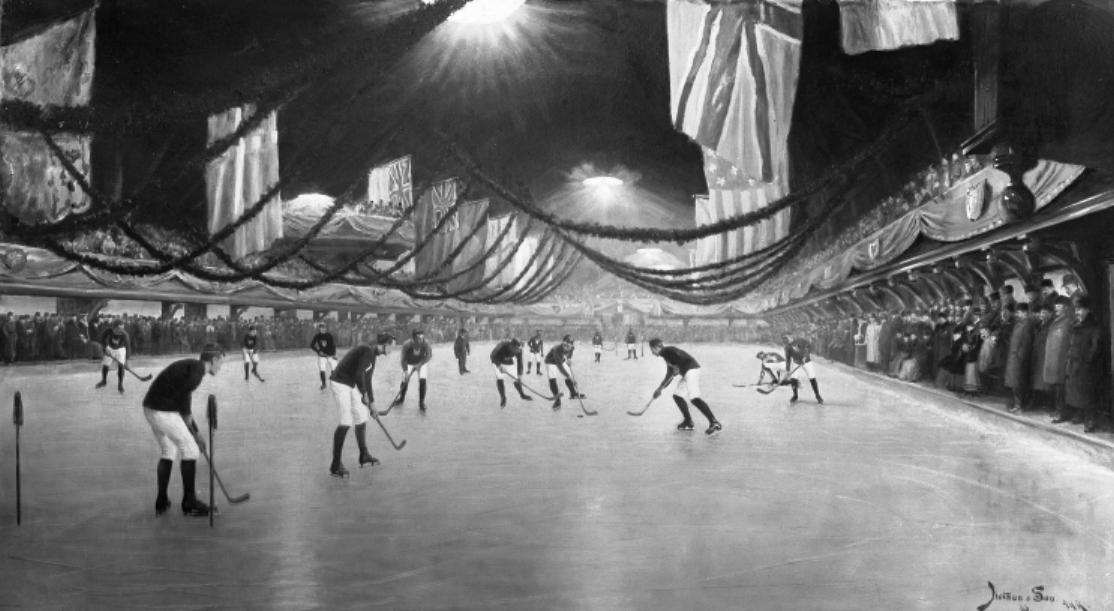
Un match de hockey à la patinoire Victoria, Montréal, 1893.

## Construction
Le bâtiment a été conçu par un cabinet d'architectes, Lawford & Nelson, et mesurait 77 mètres sur 34. L'édifice possédait deux étages pour 16 mètres de haut. Les murs étaient en brique alors que le toit de la patinoire était réalisé par une charpente en bois, charpente constituée de poutres cintrées, donnant un effet d'arche renversée sur l'ensemble de sa longueur. Des grandes fenêtres rondes amenaient de la lumière dans le bâtiment alors que le patinage était possible grâce à 500 lampes au gaz, lampes dotées de vitres transparentes. Quelque temps après son ouverture, l'éclairage au gaz va être abandonné au profit d'une alimentation électrique, faisant du bâtiment le premier bâtiment canadien électrifié.
La surface d'évolution proprement dite mesurait 62 m de longueur par 24 m de largeur, des dimensions comparables aux patinoires actuelles de la Ligue nationale de hockey. La glace était entourée d'une plate-forme large de 3 mètres surélevée d'environ 30 cm par rapport au niveau de la glace. Plus tard, une galerie sera ajoutée avec un box de luxe pour accueillir les personnalités.
Lors de sa construction, la Victoria Rink était située au 49 de la rue Drummond - aujourd'hui au 1187 de cette rue - au centre de la communauté anglaise de Montréal dans le quartier de l'Université McGill. Le quartier était connu sous le nom de « Golden Square Mile » et accueillait de nombreux industriels anglais. À un pâté de maisons de la patinoire se trouve le Square Dorchester (anciennement Dominion Square), lieu de rencontres sportives, alors qu'en face de la rue du côté est et à partir de 1875 se situait l'Hôtel Windsor. Dans le même quartier, la gare Windsor est construite en 1889 pour servir de terminus Est du Canadien Pacifique.

## Historique

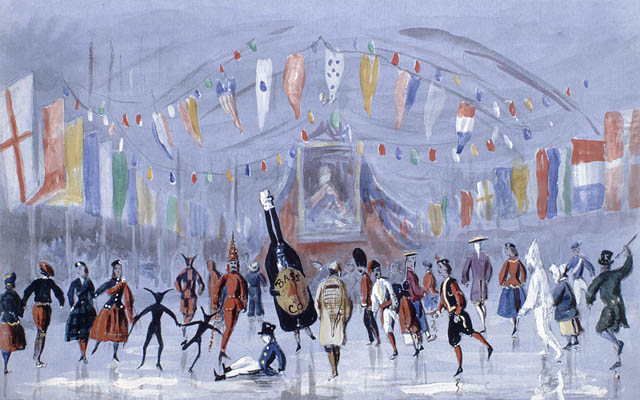
Bal mondain au Victoria Rink en 1865.

Le projet de construction de l'édifice a été approuvé le 9 juin 1862 avec un budget de 20 000 $ pour l'achat du terrain et la construction proprement dite. Le comité de direction mis en place pour la construction comprenait des membres des familles importantes du quartier : John Greenshields, dont la famille possédait la plus grosse firme de grossiste en textiles du Canada mais également James Torrance, dont la famille possédait une compagnie d'épiceries en gros. La patinoire, une des premières et des plus grandes patinoires intérieures d'Amérique du Nord ouvre ses portes pour la première fois le 24 décembre 1862. Malgré tout, il ne s'agit pas réellement de la première patinoire intérieure de l'histoire de Montréal : la première ouvre ses portes en 1859 au nord de la rue Saint-Urbain pour le club du Montreal Skating Club.
La Victoria Skate Ring est la première d'une longue série de patinoires à prendre le nom de Victoria en hommage à la reine Victoria. Dans les années 1880, le nombre d'adhérents du club de hockey avoisine les 2 000 personnes, la plupart issus des classes aisées de la population, la seule classe pouvant se permettre d'assister à des bals ou à avoir du temps libre pour patiner.

### Hockey sur glace
En 1873, James Creighton, membre du club de patinage et juge de patinage artistique, lance l'organisation de matchs de shinny, une sorte d'ancêtre du hockey sans gardiens de buts, matchs joués entre des membres du club et certains de ses amis. Les règles utilisées sont alors les règles non officielles du jeu en extérieur joué en Nouvelle-Écosse, la province de naissance de Creighton.
Le premier match
Le 3 mars 1875 le Victoria Rink reçoit ce qui sera reconnu par la suite comme le premier match officiel de hockey en intérieur, match organisé entre des membres du club et à l'initiative de Creighton. Plusieurs arguments plaident pour faire de ce match le premier match officiel: il oppose deux équipes composées de neuf joueurs chacune, des gardiens de buts, un arbitre, un palet, des règles sur lesquels les protagonistes s'étaient mis d'accord, un temps de jeu limité - 60 minutes -  et un score noté. La plupart des matchs ayant eu lieu avant ce match sont souvent des matchs extérieurs, avec des balles et rarement des règles bien définies. Le choix d'un palet en bois en lieu et place d'une balle de crosse se justifie par la volonté de ne pas abîmer les vitres des fenêtres et pour limiter les risques de blessure dans le public. Les deux équipes comportaient des joueurs de l'université McGill tandis que les crosses et patins du match furent importés de la Nouvelle-Écosse. Ce match fut annoncé au public dans les pages d'un journal anglophone de Montréal, la Gazette :

« Annonce du match :
Victoria Rink - A game of Hockey will be played at the Victoria Skating Rink this evening, between two nines chose from among the members. Good fun may be expected, as some of the players are reputed to be exceedingly expert at the game. Some fears have been expressed on the part of intending spectators that accidents were likely to occur through the ball flying about in too lively a manner, to the imminent danger of lookers on, but we understand that the game will be played with a flat circular piece of wood, thus preventing all danger of its leaving the surface of the ice. Subscribers will be admitted on presentation of their tickets. »

« Résumé du match :
HOCKEY -- At the Rink last night a very large audience gathered to witness a novel contest on the ice. The game of hockey, though much in vogue on the ice in New England and other parts of the United States, is not much known here, and in consequence the game of last evening was looked forward to with great interest. Hockey is played usually with a ball, but last night, in order that no accident should happen, a flat block of wood was used, so that it should slide along the ice without rising, and thus going among the spectators to their discomfort. The game is like Lacrosse in one sense -- the block having to go through flags placed about 8 feet apart in the same manner as the rubber ball -- but in the main the old country game of shinty gives the best idea of hockey. The players last night were eighteen in number -- nine on each side -- and were as follows: -- Messrs. Torrance (captain), Meagher, Potter, Goff, Barnston, Gardner, Griffin, Jarvis and Whiting. Creighton (captain), Campbell, Campbell, Esdaile, Joseph, Henshaw, Chapman, Powell and Clouston. The match was an interesting and well-contested affair, the efforts of the players exciting much merriment as they wheeled and dodged each other, and notwithstanding the brilliant play of Captain Torrance's team Captain Creighton's men carried the day, winning two games to the single of the Torrance nine. The game was concluded about half-past nine, and the spectators then adjourned well satisfied with the evening's entertainment. »

En passant d'une surface naturelle à une patinoire intérieure, le match a imposé un nombre limite de joueurs : à l'époque, les matchs en extérieur étaient rarement limités et le nombre de joueurs ne dépendait que du nombre de personnes pouvant s'entasser sur la surface de jeu.
Rôle dans l'organisation du hockey moderne
Le bâtiment était la patinoire officielle du Victoria Hockey Club, créé en 1881 et qui ne jouait au début que des rencontres de démonstration, aucune ligue ni organisation officielle n'existant alors. La patinoire était surtout utilisée quand les patinoires naturelles ne pouvaient pas être utilisées en raison du Carnaval hivernal annuel. À partir de 1883, le nombre de joueurs passe à 7 joueurs par équipe, la taille normale d'une équipe de hockey au cours des 30 années suivantes. À force de jouer des matchs de démonstration, le club et sa patinoire seront au centre de la création de l'Association de hockey amateur en décembre 1886 (également connue sous son nom anglais : Amateur Hockey Association of Canada). C'est alors la seconde organisation officielle pour le hockey au Canada mais le premier championnat.
Lord Stanley, futur donateur de la Coupe Stanley assiste à son premier match de hockey à la patinoire le 4 février 1889 lors d'une rencontre entre le Victoria et le Montreal Hockey Club, avec une victoire des joueurs locaux sur le score de 2 buts à 1. Selon le quotidien canadien, The Globe, « the vice-regal party was immensely delighted with it ».
Par la suite, les premières séries éliminatoires de la Coupe Stanley eurent lieu dans la patinoire en 1894. Le bâtiment avait alors été agrandi avec la construction d'un balcon et d'une loge, ancêtre des loges actuelles. En 1896, la patinoire fut reliée au télégraphe pour transmettre au plus vite les résultats des matchs de hockey, cette évolution étant considérée comme la première diffusion d'un match de hockey dans l'histoire.

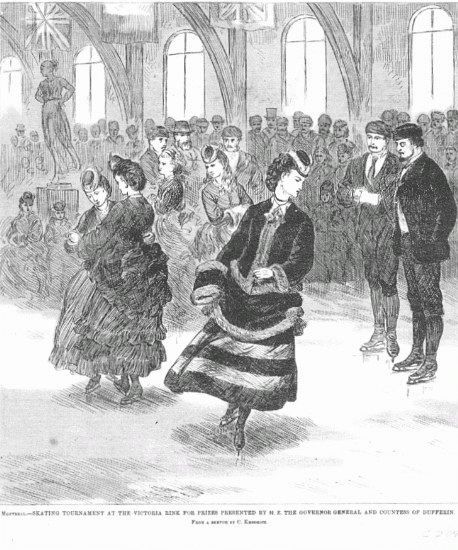
Compétition de patinage en 1873.

### Patinage
La Victoria Rink accueillait des compétitions de patinage artistique mais également de vitesse. Le patinage artistique, qui était alors connu sous le nom de « fancy skating », était pratiqué dans la patinoire au cours des années 1860, et à partir de 1870 la patinoire accueillait des compétitions officielles.
Une compétition combinant le patinage de vitesse mais également artistique eut lieu en février 1888; elle fut annoncée par la presse dans le New York Times de la manière suivante : « 220 yards, quarter mile, half mile, mile, five miles, 220 yards over six hurdles 27 inches high, and junior championship races ». L'événement fut suivi une semaine plus tard par une compétition de figures sur patins. Le 18 février 1896, le Championnat amateur canadien de patinage artistique (Canadian Amateur Figure Skating Championship) eut lieu sur la patinoire.

### Autres manifestations
À partir des années 1870, la Victoria Rink a également accueilli l'exposition annuelle de la Société montréalaise d'horticulture (Montreal Horticultural Society), exposition ayant lieu chaque année en septembre.
De nombreux spectacles musicaux furent également tenus dans le bâtiment et en 1890, 6 000 personnes assistèrent à un concert ayant pour vedette la soprano Emma Albani ainsi qu'un orchestre composé du pianiste-compositeur Salomon Mazurette, du violoniste Alfred de Sève et du groupe de musique municipal sous la direction d'Ernest Lavigne, les bénéfices étant reversés à l'hôpital Notre-Dame de Montréal.Le rink fut également connu pour avoir accueilli les performances de la Société Philharmonique de Montréal, orchestre ayant existé entre 1875 et 1899.

## Aujourd'hui

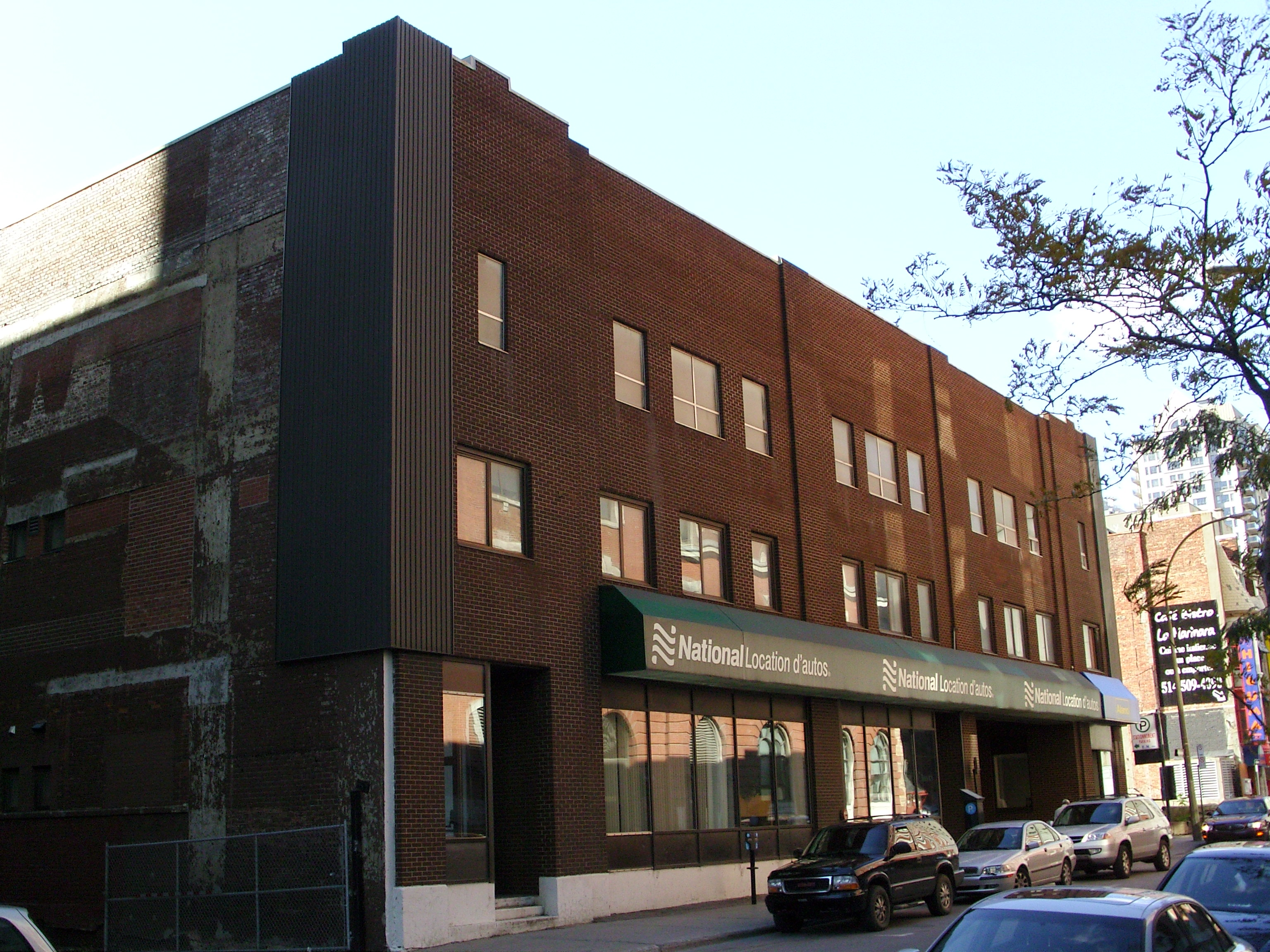
Vue depuis la rue Stanley.

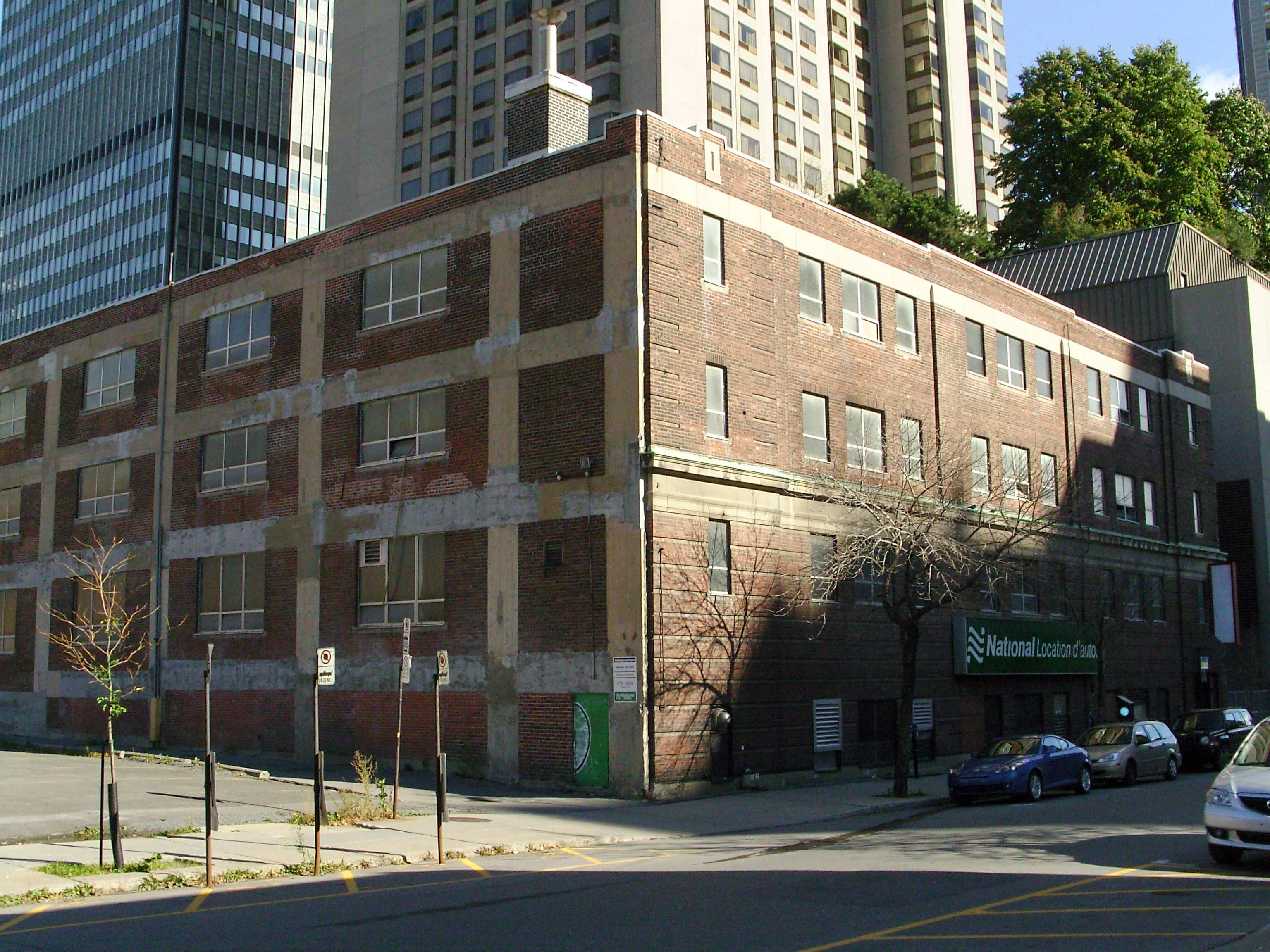
Vue depuis la rue Drummond.

Le hockey devenant de plus en plus populaire, le club du Victoria va alors changer de patinoire pour pouvoir accueillir un public plus nombreux, s'installant dans l'Aréna de Montréal puis encore plus tard dans le Forum de Montréal. Dans les années 1920, la patinoire n'est alors plus utilisée pour le hockey et est laissée petit à petit à l'abandon. Finalement, la salle devient dangereuse pour ses utilisateurs et l'édifice ferme pour de bon en 1937. Un terrain de stationnement sera par la suite construit sur l'emplacement du Victoria Rink.

### Reconnaissance internationale
Le 2 juillet 2002, la Fédération internationale de hockey sur glace annonce que le site de la patinoire va être reconnu internationalement par la pose d'une plaque indiquant qu'il y fut joué le premier match officiel de hockey. En 2007, l'IIHF - acronyme du nom anglais de la Fédération internationale de hockey sur glace - décide de mettre en place une nouvelle compétition nommée la Coupe Victoria en l'honneur du nom de la patinoire et célébrant le centenaire de l'existence de la Fédération. En mai 2008, l'IIHF inaugure une plaque historique reconnaissant l'importance de la patinoire, plaque installée au Centre Bell le 22 mai 2008.